# Die Stadt der Träumenden Bücher
Die Stadt der Träumenden Bücher ist ein Fantasy-Roman von Walter Moers aus dem Jahr 2004, der wie zuvor schon Die 13½ Leben des Käpt’n Blaubär, Ensel und Krete sowie Rumo & Die Wunder im Dunkeln im fiktiven Reich Zamonien spielt. Hauptfigur und Erzähler im Roman ist der zamonische Dichter Hildegunst von Mythenmetz, der von seinen Anfängen als angehender Dichter erzählt, insbesondere von seinen Abenteuern in der Bücherstadt Buchhaim und den darunter liegenden Katakomben.

## Inhalt

### Erster Teil: Danzelots Vermächtnis
Von seinem im Sterben liegenden „Dichtpaten“ Danzelot von Silbendrechsler erhält der angehende Dichter Hildegunst von Mythenmetz einen genialen literarischen Text mitsamt dem Auftrag, dessen unbekannten Autor ausfindig zu machen. Zu diesem Zweck solle sich der junge Lindwurm nach Buchhaim, in die Stadt der träumenden Bücher, aufmachen.
In Buchhaim angekommen, erfährt Mythenmetz, dass sich unter der Stadt labyrinthische Katakomben voller vergessener Bibliotheken befinden, die die Grundlage für Buchhaims Reichtum sind. In den Katakomben liefern sich Bücherjäger erbitterte Kämpfe um kostbare Druckerzeugnisse. Ferner gibt es Gerüchte über den Schattenkönig, angeblich eine unheimliche und grausame Kreatur, die über allem in den Katakomben herrscht.
Auf der Suche nach dem Urheber des Manuskripts besucht Mythenmetz verschiedene Antiquariate und landet schließlich bei Phistomefel Smeik, Antiquar und Literaturkenner. Smeik zeigt zunächst großes Interesse an dem Manuskript, aber er entlarvt sich schließlich als Feind von guter Literatur. Das Manuskript stellt für Smeik und sein Geschäftsprinzip eine Gefahr dar, denn es zeigt, wie gut Literatur sein kann, und Smeik möchte seine mittelmäßige Massenware unter die Leute bringen. Um Hildegunst von Mythenmetz loszuwerden, betäubt Smeik ihn mit Hilfe eines giftigen Buches und verfrachtet ihn in ein Labyrinth unter seinem Antiquariat. Mythenmetz verirrt sich dort immer tiefer in dessen Gängen und gelangt schließlich in die Katakomben von Buchhaim.

### Zweiter Teil: Die Katakomben von Buchhaim
Mythenmetz trifft bei seinen Irrwegen durch die Katakomben auf eine Vielzahl von Lebewesen, die in den Katakomben zu Hause sind. So muss er sich vor feindlich gesinnten Lebewesen wie einem spinnenartigen Riesenwesen, der Spinxxxxe, und den Bücherjägern in Acht nehmen. Für eine Weile findet Mythenmetz Schutz bei den Buchlingen, freundlichen Zyklopen, die sich durch die Lektüre von Büchern ernähren.
Schließlich trifft Mythenmetz sogar auf den Schattenkönig selbst. Wie sich herausstellt, ist der Schattenkönig ursprünglich der geheimnisvolle Autor des genialen literarischen Textes, den Mythenmetz von seinem Dichtpaten erhalten hat. Bevor er zum Schattenkönig wurde, war er ein einfacher Mensch, der nach Buchhaim zog, um dort einen Verleger für seine Texte zu finden. Wie Mythenmetz fiel er in die Hände von Smeik und wurde von Smeik durch Alchimie in ein riesiges, starkes und fast unsterbliches Monster aus Papier verwandelt, das nur in den Katakomben überleben kann. Würde er versuchen, ans Tageslicht zu gelangen, würde er sofort anfangen zu brennen. Der Schattenkönig wird für eine Zeit der Lehrer für den angehenden Dichter Mythenmetz und bringt ihm die Grundlagen bei, um irgendwann das Orm, eine geheimnisvolle dichterische Inspiration, zu fühlen. Nachdem Mythenmetz einige Zeit mit dem Schattenkönig verbracht hat, kann er ihn überreden, mit ihm einen Weg nach Buchhaim zurück zu suchen und sich an Smeik zu rächen.
Oben im Labor von Smeik angekommen, konfrontiert der Schattenkönig Smeik mit seinen Untaten. Der Schattenkönig opfert sich nun selbst, um seine Rache auszuüben und die Bibliothek von Smeik, die Ursache allen Übels, zu vernichten: Er stellt sich ans Fenster und setzt sich ein letztes Mal dem Sonnenlicht aus, das er sehr vermisst hat und das er benötigt, um das Orm zu fühlen. Als er sich selbst entzündet, setzt er damit zunächst das Labor und die Bibliothek Smeiks in Brand. Ein großer Teil Buchhaims verbrennt mit dem Schattenkönig und Smeik. Mythenmetz entkommt und beobachtet den Brand Buchhaims aus sicherer Distanz außerhalb von Buchhaim. Bei der Betrachtung der Sterne am Himmel und den nun erwachten träumenden Büchern vor sich in der brennenden Stadt erlebt er zum ersten Mal das Orm, Grundlage für seinen Werdegang als zukünftiger Dichter und Quelle der Inspiration für die komplette vorliegende Erzählung Die Stadt der Träumenden Bücher.

## Form

### Autor und Erzähler
Wie bereits in einem der früheren Zamonien-Bücher (Ensel und Krete) gibt Moers vor, ausschließlich als deutscher Übersetzer eines Werkes des zamonischen poeta laureatus Hildegunst von Mythenmetz zu fungieren. Laut Moers’ Konstruktion stellt der Roman nur die ersten zwei Kapitel der 25-bändigen, über 10.000-seitigen Reiseerinnerungen eines sentimentalen Dinosauriers aus der Feder des Dichterfürsten von der Lindwurmfeste dar. Die Behauptung, ein Werk aus der Sprache des fiktiven Kosmos (nur) zu übersetzen ist ein gängiger Topos fantastischer Literatur; ebenfalls verwendete ihn zum Beispiel Umberto Eco in seinem Roman Der Name der Rose oder William Goldman bei der Brautprinzessin.

### Anspielungen auf Literatur und den Literaturbetrieb
Die Stadt der Träumenden Bücher enthält eine Fülle von allegorischen und parodistischen Anspielungen auf Literatur und den Literaturbetrieb. So beginnt der Roman zunächst in der Lindwurmfeste, in der ein Ideal des Autors gepflegt wird, der nur für seine Kunst lebt. In starkem Kontrast dazu ist dann das Treiben in Buchhaim, das vor allem von Konsumismus und Profitgier geprägt ist. Im Gegensatz dazu steht wiederum der Idealismus der Buchlinge, die Bücher nur sammeln, aber keinen Profit aus ihren wertvollen Büchern schlagen wollen.
In den Katakomben von Buchhaim trifft Mythenmetz auf verschiedene Daseinsformen, die auf verschiedene Arten und Weisen auf Bücher, Lesen und Literatur anspielen: Zunächst einmal sind darunter die Buchlinge, freundliche, zwergenhafte Zyklopen, für die die Lektüre von Büchern wie eine Nahrungsaufnahme ist. Ihre Namen sind laut Erzählung die Namen berühmter zamonischer Schriftsteller, tatsächlich sind viele Autorennamen Anagramme bekannter deutscher Dichter wie Johann Wolfgang von Goethe, Friedrich Hölderlin oder Annette von Droste-Hülshoff. Weitere Daseinsformen sind die lebenden Bücher und der Schattenkönig oder Homunkoloss, der sich als Mensch entpuppt, der durch Alchimie in ein riesiges Wesen aus Papier transformiert wurde.
Mit der Erzählung vom Orm, der umfassenden Kraft, die zamonische Dichter zu hervorragenden literarischen Leistungen inspiriert, spielt Moers auf den Kult des genialen Autors aus dem 18. Jahrhundert an.

## Stellung in der Literaturgeschichte

### Einordnung ins Werk des Autors
In einem Interview, das nach der Veröffentlichung des Rumo publiziert wurde, äußerte sich Moers wie folgt zu seinen Plänen für die zu diesem Zeitpunkt im Entstehen begriffene Stadt der Träumenden Bücher:
„Bei der Arbeit am ersten Roman kam mir die fixe Idee für eine Buchreihe, bei der eigentlich nicht die Protagonisten, sondern der Ort, an dem die Handlung spielt, der eigentliche Held sein soll. Auf dieser Folie sollen unterschiedliche Genres und Literaturformen ausprobiert werden: Der erste war ein barocker fantastischer Roman, der zweite eine Märchenparodie, ‚Rumo‘ ist ein Abenteuerroman, das nächste Buch wird die Horror- und Schauerliteratur zur Grundlage haben, das übernächste die Science-Fiction, wenn ich so weit komme.“

### Literarische Einflüsse und literarisches Genre
Das literarische Genre des Romans ist nicht eindeutig zu bestimmen. Neben den Etiketten Fantasy und Popliteratur äußerte Moers selbst, dass Horror- und Schauerliteratur seine hauptsächliche Inspiration für die Stadt der Träumenden Bücher gewesen sei. Die Figur des Schattenkönigs ist z. B. laut Daniel Schäbler vermutlich durch Mary Shelleys Frankenstein von 1818 inspiriert, auch hier wird ein Teil des Buches aus der Sicht des "Monsters", von Frankensteins Geschöpf geschildert, so wie der Schattenkönig in Die Stadt der träumenden Bücher seine Geschichte erzählt.

## Rezeption
Die Stadt der Träumenden Bücher war für insgesamt 21 Wochen unter den 15 meistverkauften Belletristik-Titeln auf der Spiegel-Bestsellerliste. Das Buch wurde insgesamt von Kritikern sehr positiv aufgenommen und als bisher bestes Buch der Zamonien-Reihe gewertet. So wird unter anderem die fantasievolle Gestaltung des Romans und seine Komik gelobt.
Die Stadt der Träumenden Bücher wurde 2005 mit zwei Literaturpreisen ausgezeichnet, dem Sonderpreis der Jury der jungen Leser und dem Phantastik-Preis der Stadt Wetzlar.
Das Buch wurde in eine Vielzahl von Sprachen übersetzt, darunter Englisch, Französisch, Italienisch, Niederländisch, Polnisch, Russisch, Spanisch, Ungarisch und Koreanisch. Im Verlag HörbucHHamburg ist 2005 ein Hörbuch mit dem ungekürzten Romantext und mit Dirk Bach als Sprecher erschienen. 2017 und 2018 erschien eine zweibändige Graphic-Novel-Version von Die Stadt der Träumenden Bücher, die Walter Moers gemeinsam mit dem Illustrator Florian Biege erstellt hat, der erste Teil wurde im Oktober 2018 mit dem Deutschen Phantastik Preis für den besten deutschen Comic ausgezeichnet.

## Fortsetzungen
Im Jahr 2011 erschien die Fortsetzung Das Labyrinth der träumenden Bücher, welche die Rückkehr von Hildegunst von Mythenmetz nach Buchhaim beschreibt. Außerdem wurde ein dritter Teil mit dem Titel Das Schloss der träumenden Bücher für Herbst 2014 angekündigt, dann allerdings mehrmals verschoben, schlussendlich auf unbestimmte Zeit, wobei eine Veröffentlichung noch in Planung ist.

### Textausgaben
- Die Stadt der Träumenden Bücher. Piper, München 2004, ISBN 3-492-04549-9. Gebundene Ausgabe.
- Die Stadt der Träumenden Bücher. Piper, München 2006, ISBN 3-492-24688-5. Broschiert.

### Graphic Novel
- Die Stadt der Träumenden Bücher. Zusammen mit Florian Biege (Illustrator), Band 1, Knaus, München 2017, ISBN 978-3-8135-0501-6.
- Die Stadt der Träumenden Bücher. Zusammen mit Florian Biege (Illustrator), Band 2, Knaus, München 2018, ISBN 978-3-8135-0502-3.

### Hörbuch
- Die Stadt der Träumenden Bücher. HörbucHHamburg, Hamburg 2005, ISBN 3-89903-225-X.

### Sekundärliteratur
- Gerrit Lembke (Hrsg.): Walter Moers’ Zamonien-Romane. Vermessungen eines fiktionalen Kontinents. V&R unipress, Göttingen 2011, ISBN 978-3-89971-906-2.
- Katja Pawlik: Von Atlantis bis Zamonien, von Menippos bis Moers: Die Zamonien-Romane Walter Moers' im Kontext der menippeischen Satire. Königshausen & Neumann, Würzburg 2016, ISBN 978-3-8260-5899-8.
- Mareike Wegner: »Wissen ist Nacht!« Parodistische Verfahren in Walter Moers' Zamonien-Romanen und in "Wilde Reise durch die Nacht". Aisthesis Verlag, Bielefeld 2016, ISBN 978-3-8498-1137-2.